# Jaime Alomar
Jaime Alomar (* 24. Dezember 1937 in Sineu, Mallorca; † am oder vor dem 7. August 2024 in Petra, Mallorca) war ein spanischer Radrennfahrer.

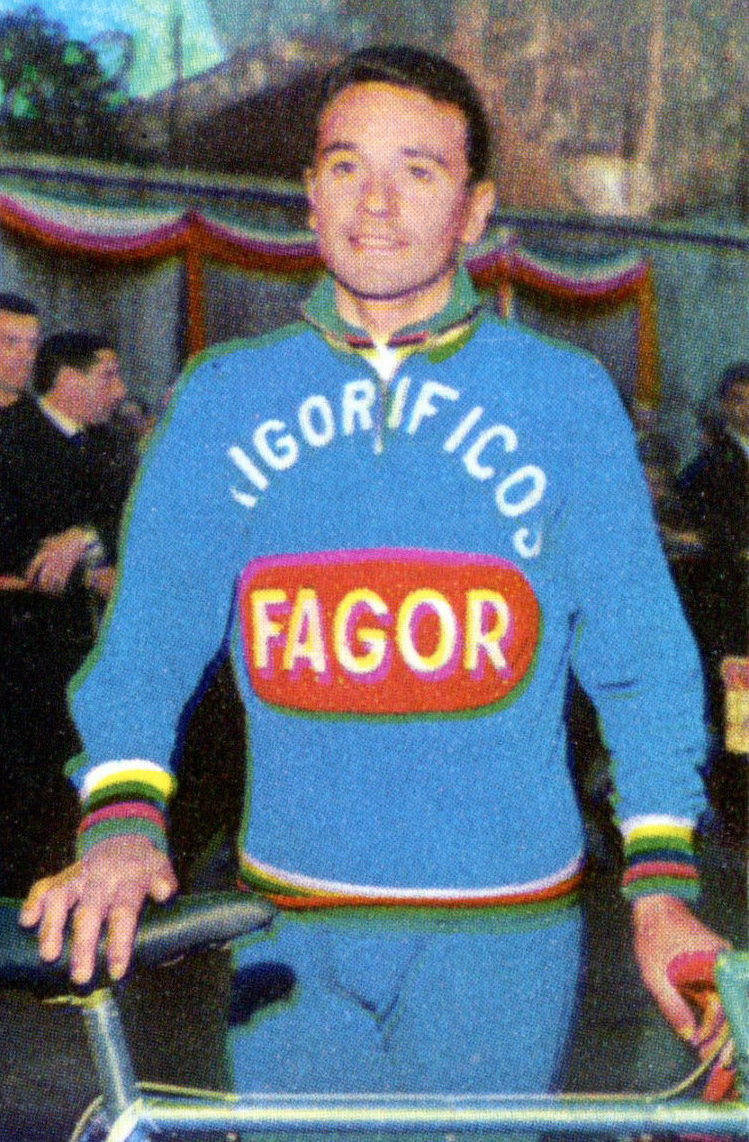

## Sportliche Laufbahn
Als Amateur gewann er in Frankreich das Rennen Paris–Ezy zum Saisonauftakt 1958 vor Henri Duez. Von 1959 bis 1968 war er Berufsfahrer. Sein größter Erfolg als Profi war ein Etappensieg beim Giro d’Italia 1963. Er war der einzige Spanier, der an diesem Giro teilnahm, sowie der einzige Nicht-Italiener, der eine Etappe gewann. 1961 siegte er im Etappenrennen Tour de l’Oise.
Er gewann weitere Radrennen wie die Coppa Agostoni 1963, die Trofeo Masferrer 1964 und 1967, Barcelona–Andorra 1965 und 1966 den Gran Premio Muñecas de Famosa. Dazu kamen Etappensiege in kleineren Rundfahrten: 1961 in der Katalonien-Rundfahrt, 1963 in der Andalusien-Rundfahrt und der Katalonien-Rundfahrt sowie der Levante-Rundfahrt. 1967 gewann er eine Etappe der Tour de Romandie. Die Tour de France fuhr er 1961, 1962 und 1967, konnte aber keine Tour beenden. In der Vuelta a España war sein bestes Gesamtergebnis der 24. Platz 1965.

## Familiäres
Er war der jüngerer Bruder des Radrennfahrers Francisco Alomar.